# غلي (مسلسل)
غلي (بالإنجليزية: Glee) مسلسل تلفزيوني أمريكي انتجته شبكة فوكس التلفزيونية سنة 2009.
وهو مسلسل تلفزيوني كوميدي موسيقي من نوع الكوميديا الاستعراضية بث اولاً على قناة فوكس في الولايات المتحدة. وتدور احداثه في مدرسة ثانوية نادي غلي حيث تتواجد مجموعات غنائية وراقصة تتنافس على دائرة الجوقة، ويطرح المسلسل قضايا أعضائها في التعامل مع بعضهم في كادر مفعم بالجنس والقضايا الاجتماعية. وشملت يلقي الأولية الرئيسية النادي المدير والمعلم الإسبانية ويل شوستر (ماثيو موريسون)، مدرب التشجيع سو سيلفستر (جين لينش)، والتوجيه مستشار إيما بيلسبري (Jayma ميس)، وسوف لزوجة تيري، وأعضاء النادي 8 لعبت من قبل ديانا أغرون،كيفن مكهيل، ليا ميشيل، كوري مونتيث.

## الشخصيات
بطولة :
| - جين لينش (بالإنجليزية: Jane Lynch)‏ بدور سو سلفستر - ليا ميشيل (بالإنجليزية: Lea Michele)‏ بدور رايتشل بيري - ديانا اغرون (بالإنجليزية: Dianna Agron)‏ بدور كوين فاربي - كريس كولفر (بالإنجليزية: Chris Colfer)‏ بدور كيرت هاميل - مايك أومالي (بالإنجليزية: Mike O'Malley)‏ بدور بيرت هاميل " والد كيرت وزوج والدة فين " - كوري مونتيث (بالإنجليزية: Cory Monteith)‏ بدور فين هدسون - ماثيو موريسون (بالإنجليزية: Matthew Morrison)‏ بدور ويل سوتشر - جيسالين غيلسيغ (بالإنجليزية: Jessalyn Gilsig)‏ بدور تيري سوتشر " زوجة ويل سوتشر السابقة " | - جايما مايس (بالإنجليزية: Jayma Mays)‏ بدور ايما بيلسبري - مارك سالينغ (بالإنجليزية: Mark Salling)‏ بدور بــاك - كيفين ماكهيل (بالإنجليزية: Kevin McHale)‏ بدور آرتي أبرامز - امبر رايلي (بالإنجليزية: Amber Riley)‏ بدور مرسيدس جونز - نايا ريفيرا (بالإنجليزية: Naya Rivera)‏ بدور سانتانا لوبيز - هيثر موريس (بالإنجليزية: Heather Morris)‏ بدور بريتنى اس بيرس - جينا اوشكوفيتز (بالإنجليزية: Jenna Ushkowitz)‏ بدور تيـنا كوهين تشانغ - هاري شوم جونيور (بالإنجليزية: Harry Shum Jr.)‏ بدور مايك تشانغ |

### طاقم مدرسة ويليام ماكينلي
- ويل شوستر (Will Schuester)
  - الممثل: ماثيو موريسون
- سو سلفستر (Sue Sylvester)
  - الممثلة: جين لنتش
- إيما بيلزبيري (Emma Pillsbury)
  - الممثلة: جيما ميس
- شانون بيست(Shannon Beiste)
  - الممثلة: دوت جونز

### أعضاء نادي غلي
- فين هدسون (Finn Hudson)
  - الممثل: كوري مونتيث
- ريتشيل بيري(Rachel Berry)
  - الممثلة: ليا ميشيل
- آرتي أبرامز (Artie Abrams)
  - الممثل: كيفين ماكهيل
- نوا "باك" باكرمان (Noah "Puck" Puckerman)
  - الممثل: مارك سالينغ

### ضيوف الحلقات
- بريتني سبيرز (Britney Spears)
- هولي هوليداي (Holly Holliday)
  - الممثلة: جوينيث بالترو
- كاتي كوريك (Katie Couric)
- دوريس سلفستر (Doris Sylvester)
  - الممثلة: كارول برنيت
- هايرام بيري (Hiram Berry)
  - الممثل: جيف غولدبلوم
- ديفيد مارتينيز (David Martinez)
  - الممثل: ريكي مارتن
- اوليفيا نيوتن جون (Olivia Newton-John)
- شيلبي كوركوران (Shelby Corcoran)
  - الممثلة: ايدينا مينزل
- جيسي سانت جيمس (Jesse St. James)
  - الممثل: جوناثان غروف
- كارل هاول (Carl Howell)
  - الممثل: جون ستاموس

## قائمة الحلقات

### الموسم الأول
عرض الموسم الأول عام 2009 على شبكة fox الأمريكية ولقى نجاح كبير وهو مكون من 22 حلقة

### الموسم الثاني
22 حلقة

### الموسم الثالث
22 حلقة

### الموسم الرابع
22 حلقة

### الموسم الخامس
20 حلقة
'الموسم السادس'
13 حلقة

## وصلات خارجية
- غلي على موقع IMDb (الإنجليزية)
- غلي على موقع ميتاكريتيك (الإنجليزية)
- غلي على موقع الموسوعة البريطانية (الإنجليزية)
- غلي على موقع روتن توميتوز (الإنجليزية)
- غلي على موقع نتفليكس (الإنجليزية)
- غلي على موقع ديسكوغز (الإنجليزية)
- غلي على موقع قاعدة بيانات الأفلام العربية
- غلي على موقع أول موفي (الإنجليزية)
- غلي على موقع فيلمافينيتي (الإسبانية)
- غلي على موقع كينوبويسك (الروسية)